# سعيد بن العاص
سعيد بن العاص (2 هـ - 59 هـ) هو سعيد بن العاص بن سعيد بن العاص بن أمية بن عبد شمس القرشي، كنيته أبو عبد الرحمن، مات أبوه يوم بدر في جيش قريش، وهو صحابي صغير مات النبي محمد وله تسع سنين أو نحوها، كان أحد أشراف قريش وأجوادها وفصحائها الممدّحين.

## رواية الحديث
له ذكر في كتب الحديث، روى الحديث عن عمر بن الخطاب وعائشة بنت أبي بكر، وروى عنه الحديث بنوه عبد الرحمن وعثمان والأشدق، وعروة بن الزبير، وسالم بن عبد الله وغيرهم، عرض عليه القرآن في خلافة عثمان بن عفان حين جمع القرآن لأن قرائته كانت أشبه بقراءة الرسول.

## أعماله
ولي الكوفة في عهد عثمان بن عفان قرابة خمس سنين، وغزا طبرستان فافتتحها، ولما وقعت فتنة الخلافة بين علي بن أبي طالب وبين معاوية بن أبي سفيان اعتزل الفتنة، وأقام بمكة، وكان معاوية يقدمه من بين رجالات قريش، وولاه المدينة المنورة سنة 42 هـ لأكثر من مرة مناوبة مع مروان بن الحكم.

## أقواله
كان يقول: " لجليسي عليّ ثلاث خصال: إذا دنا رحبت به وإذا جلس أوسعت له وإذا حدث أقبلت عليه "، وورد أنه استسقى ذات يوم من دار من دور المدينة فسقوه، ثم إن صاحب الدار عرضها للبيع بأربعة آلاف دينار كانت عليه، فقال سعيد إن له علينا ذماماً وأداها عنه، وقد أطعم الناس في سنة مجدبة حتى أنفق ما في بيت المال وأدان، فعزله معاوية لذلك.

## وفاته
مات سعيد في قصره بالعرصة على بعد ثلاثة أميال من المدينة ودفن في البقيع بناء على وصيته سنة 59هـ.